# Панкота
Панкота (рум. Pâncota, мађ. Pankota) град је у западном делу Румуније, у историјској покрајини Кришана. Панкота је град у жупанији Арад. Према последњем попису из 2021. године, Панкота је имала 5.455 становника. Град Панкота обухвата и насељено место Мадерат.

## Географија
Град Панкота је смештен у западном делу историјске покрајине Кришане, 40 километра североисточно од првог већег града, Арада. Град је смештен на источном ободу Панонске низије, у подножју планине Бихор, која се издиже источно од града. Надморска висина места је око 110 метара.

## Историја
Место се први пут помиње 1202-1203. године, као villa Pankota. Под угарском влашћу Панкота је остала све до 1565. године, када је потпала под власт Османског царства. Исте године формиран је Панкотски санџак, у саставу Темишварског пашалука.
За време Бечког рата (1683-1699), Панкота је ослобођена од османске власти и укључена у састав Хабзбуршке монархије. Након распада Аустроугарске (1918) укључена је у састав Краљевине Румуније.

## Становништво
У односу на попис из 2002., број становника на попису из 2011. се смањио.
| 1977. | 1992. | 2002. | 2011. |
| ----- | ----- | ----- | ----- |
| 7.206 | 7.446 | 7.418 | 6.946 |

Румуни су претежно становништво Пинкоте (око 79,3%), Мађари (8,4%), Роми (8,2%) и Немци (3,0%).

## Галерија
- Положај града Панкота на територији жупаније Арад